# Trattative di pace nel conflitto del Nagorno Karabakh
Per trattative di pace nella guerra del Nagorno Karabakh si devono intendere le dichiarazioni, gli accordi nonché gli incontri diplomatici ad alto livello che si sono susseguiti, sotto l'egida di organizzazioni internazionali, dall'inizio del conflitto.
Distinguiamo tra gli atti che si sono concretizzati durante il conflitto e quelli facenti parte delle trattative di pace vere e proprie dopo la firma del cessate il fuoco del 1994.

## Iniziative prima o durante la guerra
- Dichiarazione di Železnovodsk (23-9-1991): a ridosso delle dichiarazioni di indipendenza di Azerbaigian, Repubblica del Nagorno Karabakh e Armenia, aveva l'obiettivo di porre fine alla conflittualità etnica che contrapponeva armeni ed azeri per il controllo del Nagorno Karabakh e raggiungere un accordo di pace prima che la situazione degenerasse ulteriormente. Per quanto fosse stato ottenuto un consenso informale tra le parti, il trattato non fu mai ratificato.
- Iniziativa ONU (marzo 1992): a poche settimane dall'inizio della guerra, le Nazioni Unite mandano l'inviato Cyrus Vance, già negoziatore del conflitto jugoslavo, nel tentativo di comporre lo scontro fra le parti. Ma la sua missione sin dall'inizio si rivela ardua e il suo aereo in fase di atterraggio nel Nagorno Karabakh è fatto oggetto di colpi sparati dalla milizia azera.[1]
- Dichiarazione di Teheran (7-5-1992): a quattro mesi dall'esplosione del conflitto, tentativo di mediazione non riuscito da parte dell'Iran che è preoccupato per gli sviluppi della guerra a ridosso della propria frontiera e cerca di acquisire un ruolo guida nella regione. Il tentativo fallisce in quanto manca un accordo politico delle autorità con le milizie in campo. Il giorno dopo la dichiarazione di Teheran, gli armeni conquisteranno la città di Shusha indirizzando l'esito del conflitto a proprio favore.
- Riunione di Roma (1-6-1992): una riunione preliminare di emergenza dei paesi facenti parte della Conferenza di Minsk è indetta nella capitale italiana, dietro invito del sottosegretario agli Affari Esteri Mario Raffaelli, con la preannunciata partecipazione di delegazioni dei paesi della Conferenza, nonché di Armenia ed Azerbaigian.[2][3] L'incontro non sortisce tuttavia alcun risultato concreto anche per la mancata partecipazione della delegazione del Nagorno Karabakh che annuncia la propria indisponibilità fin tanto che non verrà riconosciuto il suo ruolo ufficiale.[4] Nella sua riunione di Stoccolma (14-15 dicembre 1992) il Consiglio della CSCE invita Raffaelli ed il Gruppo di Minsk a proseguire gli sforzi assidui per portare avanti il processo di pace.[5]
- Accordo di Biškek (5-5-1994): i rovesci militari spingono l'Azerbaigian ad accettare un accordo di cessate il fuoco siglato nella capitale kirghiza dalle parti in causa sotto la supervisione dei Paesi CIS.

## Iniziative dopo la guerra
Dopo la firma del cessate il fuoco, e sotto l'egida del gruppo di Minsk (unico format di negoziato in atto), delegazioni armene ed azere, anche al massimo livello, hanno occasione di incontrarsi ripetutamente senza tuttavia ottenere risultati concreti. Nel 1994, dopo l'accordo di Biškek, si incontrano altre due volte mentre nel 1995 i co-presidenti del gruppo di Minsk passano da due a tre (Francia, Federazione Russa e Stati Uniti). Nel 1999 il presidente armeno Ṙobert K'očaryan e quello azero Heydar Aliyev si incontrano nella cornice delle manifestazioni per il cinquantenario della NATO.
- Incontro di Parigi (26-1-2001): nella capitale francese si tiene il quattordicesimo incontro tra i presidenti armeno ed azero su iniziativa del collega francese Jacques Chirac. Non trapelano notizie sull'esito dell'incontro.
- Incontro di Key West (4-4-2001): il nuovo colloquio presidenziale in Florida è preceduto da una vigilia carica di ottimismo. Ma a dispetto delle previsioni iniziali anche questo nuovo round di trattative non approda ad alcun risultato concreto[6] sebbene non manchino segnali di un progresso nelle trattative.[7][8][9]
- Incontro di Ginevra (11-12-2003): quello svizzero è il primo incontro tra il rieletto presidente armeno Kocharyan ed il nuovo presidente azero Ilham Aliyev succeduto al padre deceduto ad ottobre. Secondo quanto riportano le agenzie di stampa[10] il colloquio è puramente conoscitivo fra i due nuovi leader e non vengono affrontati argomenti sostanziali.
- Incontro di Varsavia (28-4-2004): il colloquio nella capitale polacca viene definito "costruttivo" e viene dato impulso a più frequenti incontri a livello di ministri degli esteri.[11]
- Incontro di Astana (15-9-2004): L'incontro nella capitale del Kazakistan fra i presidenti Kocharian (Armenia), Aliyev (Azerbaigian) e Putin (Federazione Russa) si tiene alla presenza dei mediatori del gruppo di Minsk. Anche in questo caso non vengono segnalati particolari progressi nelle trattative, almeno per quanto noto. Secondo il presidente armeno i problemi nascono da situazioni ereditate e ormai incardinatesi[12]
- incontro di Varsavia (15-5-2005): il nuovo incontro presidenziale si svolge nella cornice del meeting del Consiglio d'Europa ed è preceduto ad aprile da un colloquio a Londra tra i rispettivi ministri degli esteri.
- Incontro di Kazan' (27-8-2005): anche il secondo incontro presidenziale dell'anno nella città russa non partorisce novità nei negoziati che appaiono decisamente in stallo.[13]
- Incontro di Rambouillet (11-2-2006): l'incontro avvenuto nella località alle porte di Parigi è preceduto da colloqui a Londra fra i ministri degli esteri che l'azero Mammadyarov giudica "intensi e ricchi"[14] e le aspettative sono molto alte perché si attende un passaggio significativo nel negoziato. Ma anche in questo caso i colloqui si risolvono con un nulla di fatto nonostante l'ottimismo iniziale.[15]
- Incontro di Bucarest (4-6-2006): anche i colloqui rumeni si aprono all'insegna dell'ottimismo almeno secondo talune dichiarazioni diplomatiche terze come quelle dello statunitense Bryza[16]. Ma anche in questa occasione non si segnala alcun riavvicinamento tra le parti[17][18] per quanto pochi giorni più tardi il ministro degli esteri armeno Oskanian dichiara che entrambe le parti sono favorevoli a far tenere al Nagorno Karabakh un referendum sullo status politico. Questa dichiarazione è tuttavia rigettata dal suo omologo azero mentre l'opposizione a Baku sospetta che siano stati raggiunti accordi segreti fra le parti.[19]
- Incontro di Minsk (28-11-2006): il terzo incontro del 2006 avviene a margine dei lavori della Comunità degli Stati Indipendenti (CIS) ospitati dalla capitale della Bielorussia.[20]
- Incontro di San Pietroburgo (9-6-2007): anche il successivo incontro di San Pietroburgo avviene nell'ambito di lavori informali del CIS. La stampa lo preannuncia precisando che comunque non sarà l'ultimo.[21] Il colloquio durato oltre tre ore non sortisce tuttavia alcun risultato concreto mancando un accordo su molti punti in discussione.[22]
- Consiglio Osce di Madrid (29-30 novembre 07): nel suo quindicesimo Consiglio l'Osce redige un documento, denominato Principi di Madrid, nel quale rivolgendosi alle parti in causa le invita a trovare un accordo sul contenzioso del Nagorno Karabakh.[23] Il documento sarà la base per i futuri negoziati.[24]
- Incontro di San Pietroburgo (6-6-2008): il primo incontro tra il nuovo presidente armeno Serž Sargsyan e il suo omologo azero Ilham Aliyev.[25][26]
- Dichiarazione di Maiendorf (2-11-2008): a poco meno di un anno dalla redazione dei Principi di Madrid, un incontro nel castello moscovita di Maiendorf produce l'omonima dichiarazione che fissa cinque punti fermi sui quali impostare le future trattative di pace. Si tratta del primo atto ufficiale scritto dalla firma dell'accordo di cessate il fuoco del 1994.[27]
- Incontro di Zurigo (28-1-2009): ai margini del Forum Economico Mondiale viene organizzato con il patrocinio del Gruppo di Minsk dell'Osce un incontro tra il presidente armeno e quello azero[28] preceduto da ripetuti incontri tra i rispettivi ministri degli esteri.
- Incontro di San Pietroburgo (4-6-2009): l'incontro si svolge, sotto gli auspici del presidente russo Dmitrij Medvedev, nell'ambito del Forum Economico Internazionale in programma dal 4 al 6 giugno nella città russa.[29]
- Dichiarazione del Vertice G8 dell'Aquila (10-7-2009): Durante il vertice aquilano, il Gruppo di Minsk presenta un nuovo documento nel quale sono elencate ulteriori proposte di negoziato. Si tratta di una nuova versione dei Principi di Madrid nella quale i mediatori cercano di limare i punti di contrasto che ostacolano il negoziato.
- Incontro di Mosca (17-7-2009): l'incontro trilaterale con il presidente russo si conclude con un comunicato stampa del Cremlino nel quale si sottolinea la volontà delle parti a proseguire i negoziati.[30]
- Incontro di Chișinău (9-10-2009): a margine di una riunione tra paesi CIS si svolge un incontro di circa tre ore tra il presidente armeno e quello azero. L'incontro è salutato con ottimismo dagli osservatori internazionali che ritengono sia più vicina la possibilità di un accordo.[31]
- Incontro di Soči (21-1-2010): secondo il ministro degli esteri russo, Lavrov, l'incontro di Soči avrebbe consentito di coordinare un preambolo ai Principi di Madrid.[32][33]
- Incontro di San Pietroburgo (17-6-2010): incontro trilaterale a margine del Forum Economico Internazionale. Non viene segnalato alcun concreto passo avanti nelle trattative negoziali in questo che è l'ottavo meeting in due anni tra il presidente azero e quello armeno.[34][35]
- Dichiarazione del vertice G8 di Muskoka (26-6-2010): anche al termine del vertice G8 della cittadina canadese viene rilasciata una dichiarazione riguardante la questione del Nagorno Karabakh. Questo è un segnale significativo dell'importanza del problema non solo a livello regionale.[36]
- Incontro di Astrachan' (27-10-2010): l'incontro avviene in un momento di particolare tensione tra la parte armena e quella azera, con ripetute violazioni del cessate-il fuoco. Al termine dello stesso viene rilasciata una dichiarazione nella quale le parti concordano taluni passi umanitari come la restituzione (parziale) dei prigionieri e dei corpi delle vittime.
- Incontro di Soči (5-3-2011): Lo scopo dell'incontro, come recita il comunicato ufficiale al termine dello stesso[37], è quello di portare a conclusione il processo di scambio prigionieri avviato con la dichiarazione di Astrachan' e cercare soluzioni per evitare ulteriori perdite lungo la linea di demarcazione tra Armenia ed Azerbaigian e tra questo e il Nagorno Karabakh. I nuovi propositi non hanno seguito e la linea di confine registra altri caduti poche ore dopo la conclusione del vertice.
- Incontro di Kazan' (24-6-2011): l'incontro nella città russa è preceduto da una ventata di ottimismo e da più parti si è convinti che possa approdare a risultati concreti.[38] Ma, contrariamente alle previsioni, anche questo round di colloqui si conclude con un nulla di fatto. Gli armeni accusano apertamente Aliyev di aver cambiato all'ultimo momento le carte in tavola presentandosi con dieci nuove proposte; dal canto loro gli azeri accusano la controparte di essersi irrigidita nelle trattative.[39][40]
- Incontro di Soči (23-1-2012): decimo incontro tra Sargsyan e Aliyev al termine del quale viene rilasciato un comunicato nel quale si sottolineano "progressi registrati nel coordinamento dei principi di base per un accordo sul Nagorno Karabakh".[41][42] Questo rimarrà, stante l'acuirsi della tensione tra le parti, l'unico incontro del 2012.
- Incontro di Vienna (19-11-2013): dopo quasi due anni di silenzio si incontrano nuovamente i due presidenti di Armenia ed Azerbaigian nella capitale austriaca. L'evento è salutato con favore dall'Osce come ripresa di un dialogo che la tensione al confine tra i due stati e soprattutto l'affare Safarov aveva bruscamente interrotto. Nei giorni a seguire si incontrano anche i ministri degli esteri.[43]
- Incontro di Soči (10-08-2014): l'incontro è promosso, con carattere di urgenza, dal presidente russo Putin alla luce della elevata conflittualità determinata dagli incidenti verificatisi tra fine luglio e inizio agosto. Il meeting riesce ad attenuare la tensione fra armeni e azeri.[44]
- Incontro di Parigi (27-10-2014): su iniziativa francese viene organizzato un nuovo summit presidenziale dal quale non emergono sostanziali novità, salvo il generico impegno delle parti a seguire la strada delle trattative. Ma pochi giorni dopo l'abbattimento dell'elicottero armeno annulla ogni passo in avanti verso la soluzione diplomatica del contenzioso.[45]
- Incontro di Berna (19-12-2015):l'incontro, organizzato con molta difficoltà dai mediatori del Gruppo di Minsk, si tiene al termine di una settimana che ha visto un aumento degli scontri tra armeni e azeri con molte vittime da una parte e dall'altra. La vigilia dell'incontro è stata caratterizzata da previsioni pessimistiche circa i possibili concreti risultati del summit svizzero.[46][47]
- Incontro di Vienna (16-05-2016): il vertice presidenziale armeno-azero si tiene nella capitale austriaca all'indomani della guerra dei quattro giorni ed è il frutto di intenso lavoro di mediazione da parte del gruppo di Minsk dell'Osce dopo la firma della tregua il 5 aprile.[48] Secondo indiscrezioni diplomatiche al tavolo della discussione si discute delle misure di controllo delle violazioni del cessate-il-fuoco e di un aumento, in tal senso, del potere del Rappresentante speciale del Presidente Osce in carica. Al termine dell'incontro le parti e i mediatori si dichiarano soddisfatti del risultato e si danno appuntamento per il mese successivo.
- Incontro di San Pietroburgo (20-06-2016):nel rispetto degli accordi presi nel precedente incontro, il presidente armeno Sargsyan e quello azero Aliyev si incontrano nuovamente. Le settimane precedenti hanno fatto registrare un'insolita calma lungo la linea di contatto senza violazioni della tregua se non sporadici colpi nottetempo.[49] Corrono voci di una possibile nuova intesa (così come di una retromarcia azera sugli accordi precedentemente presi) ma vengono smentite le notizie di una definizione del contenzioso.[50] Si parla di un nuovo vertice nel mese di agosto a Parigi.
- Incontro di Ginevra (16-10-2017): a quasi un anno e mezzo dall'ultimo vertice i presidenti di Armenia e Azerbaigian tornano a incontrarsi sotto gli auspici del Gruppo di Minsk. Si tratta di un vertice di riavvicinamento, dopo un lungo periodo di turbolenze sia diplomatiche che lungo la linea di contatto fra Azerbaigian e Artsakh. Il vertice viene accolto con soddisfazione dai mediatori internazionali e seguito da commenti improntati a cauto ottimismo. A seguire, a inizio dicembre, vi sarà un nuovo meeting tra i ministri degli Esteri.[51]
- Incontro di Davos (23-01-2019): primo incontro tra il nuovo Primo ministro armeno Nikol Pashinyan e il presidente azero Aliyev. Il colloquio, informale, avviene nella cornice del World Economic Forum. I due esponenti politici si scambiano alcune opinioni sulla situazione. Non vengono rilasciati comunicati ufficiali.[52]
- Incontro di Vienna (29-03-2019): si tratta del primo vertice ufficiale tra il nuovo premier armeno e il presidente azero. Al termine dell'incontro il Gruppo di Minsk rilascia un comunicato nel quale sottolinea l'impegno delle parti a ridurre la tensione lungo la linea di contatto e ad abbassare i toni della retorica bellica.[53]
- Incontro di Monaco di Baviera (15-02-2020): dopo alcuni incontri fra i rispettivi ministri degli Esteri, il Primo ministro armeno Pashinyan e il Presidente azero Aliyev si incontrano di nuovo nella cornice della 56ª sessione della Conferenza di Monaco sulla sicurezza. La riunione dura poco meno di un'ora ed è seguita da un incontro pubblico tra i due ai quali una moderatrice (Celeste Wallander, CEO di U.S. Russia Foundation) rivolge alternativamente le domande. L'incontro tra i due leader politici non sembra aver prodotto passi avanti nel negoziato: la parte azera insiste per la sovranità dell'Azerbaigian sulla regione, mentre la parte armena enuncia pubblicamente sei principi sui quali dovrebbe basarsi la risoluzione del conflitto.[54][55]